# 利亞波區
利亞波區（西班牙語：Distrito de Llapo），是秘魯的一個區，位於該國北部安卡什大區的帕亞斯卡省，始建於1857年1月2日，面積28.69平方公里，海拔高度3,480米，2005年人口642，人口密度為每平方公里22人。